# Rio (Wisconsin)
Rio és una població dels Estats Units a l'estat de Wisconsin. Segons el cens del 2000 tenia 938 habitants.

## Demografia
Segons el cens del 2000, Rio tenia 938 habitants, 379 habitatges, i 258 famílies. La densitat de població era de 289,7 habitants per km².
Dels 379 habitatges en un 35,4% hi vivien nens de menys de 18 anys, en un 54,9% hi vivien parelles casades, en un 9% dones solteres, i en un 31,9% no eren unitats familiars. En el 26,1% dels habitatges hi vivien persones soles el 10,8% de les quals corresponia a persones de 65 anys o més que vivien soles. El nombre mitjà de persones vivint en cada habitatge era de 2,45 i el nombre mitjà de persones que vivien en cada família era de 2,95.
Per edats la població es repartia de la següent manera: un 25,3% tenia menys de 18 anys, un 6,6% entre 18 i 24, un 33% entre 25 i 44, un 18,4% de 45 a 60 i un 16,6% 65 anys o més.
L'edat mediana era de 38 anys. Per cada 100 dones de 18 o més anys hi havia 94,7 homes.
La renda mediana per habitatge era de 42.292 $ i la renda mediana per família de 49.500 $. Els homes tenien una renda mediana de 34.118 $ mentre que les dones 26.023 $. La renda per capita de la població era de 17.668 $. Aproximadament el 3,1% de les famílies i el 4,9% de la població estaven per davall del llindar de pobresa.

## Poblacions més properes
El següent diagrama mostra les poblacions més properes.